# Purushamedha
Purushamedha (eller Naramedha) är en Śrauta-ritual för människooffer inom hinduismen. Denna ritual beskrivs mest detaljerat i sekvensen Vajasaneyi Samhita-Sataphana Brahmana-Katyayana Srauta Sutra ur Shukla Yajurs Vedatexter. 
Huruvida människooffer faktiskt har utförts enligt denna ritual i praktiken har varit föremål för debatt sedan texten uppmärksammades av Henry Thomas Colebrooke 1805. Det finns inga samtida beskrivningar om att hinduiska människooffer har utförts enligt denna beskrivning i praktiken, och vissa forskare har därför föreslagit att manualen uppfanns helt enkelt för att kunna beskrivas och därefter förbjudas.